# Generville
Generville település Franciaországban, Aude megyében. Lakosainak száma 51 fő (2022. január 1.). Generville La Cassaigne, Cazalrenoux, Fonters-du-Razès, Gaja-la-Selve, Laurac és Saint-Amans községekkel határos.

## Népesség
A település népessége az elmúlt években az alábbi módon változott:
| Lakosok száma | 76   | 67   | 64   | 61   | 61   | 62   | 60   | 58   | 57   | 51   |
|               | 1968 | 1982 | 1990 | 2006 | 2013 | 2015 | 2017 | 2019 | 2020 | 2022 |